# Conistra elegans
Conistra elegans là một loài bướm đêm trong họ Noctuidae.